# Uracanthus insignis
Uracanthus insignis är en skalbaggsart som beskrevs av Lea 1916. Uracanthus insignis ingår i släktet Uracanthus och familjen långhorningar. Inga underarter finns listade i Catalogue of Life.